# Caterina Cherubini

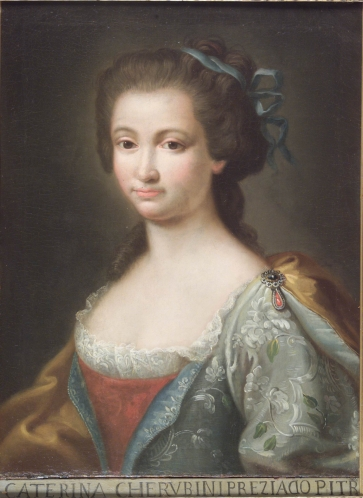
Caterina Cherubini Preciado, óleo sobre lienzo, 65 x 50 cm, Roma, Accademia de San Luca. Retrato de autor anónimo que se ha atribuido tanto a su esposo como al mejor amigo de este, el austriaco Anton von Maron.

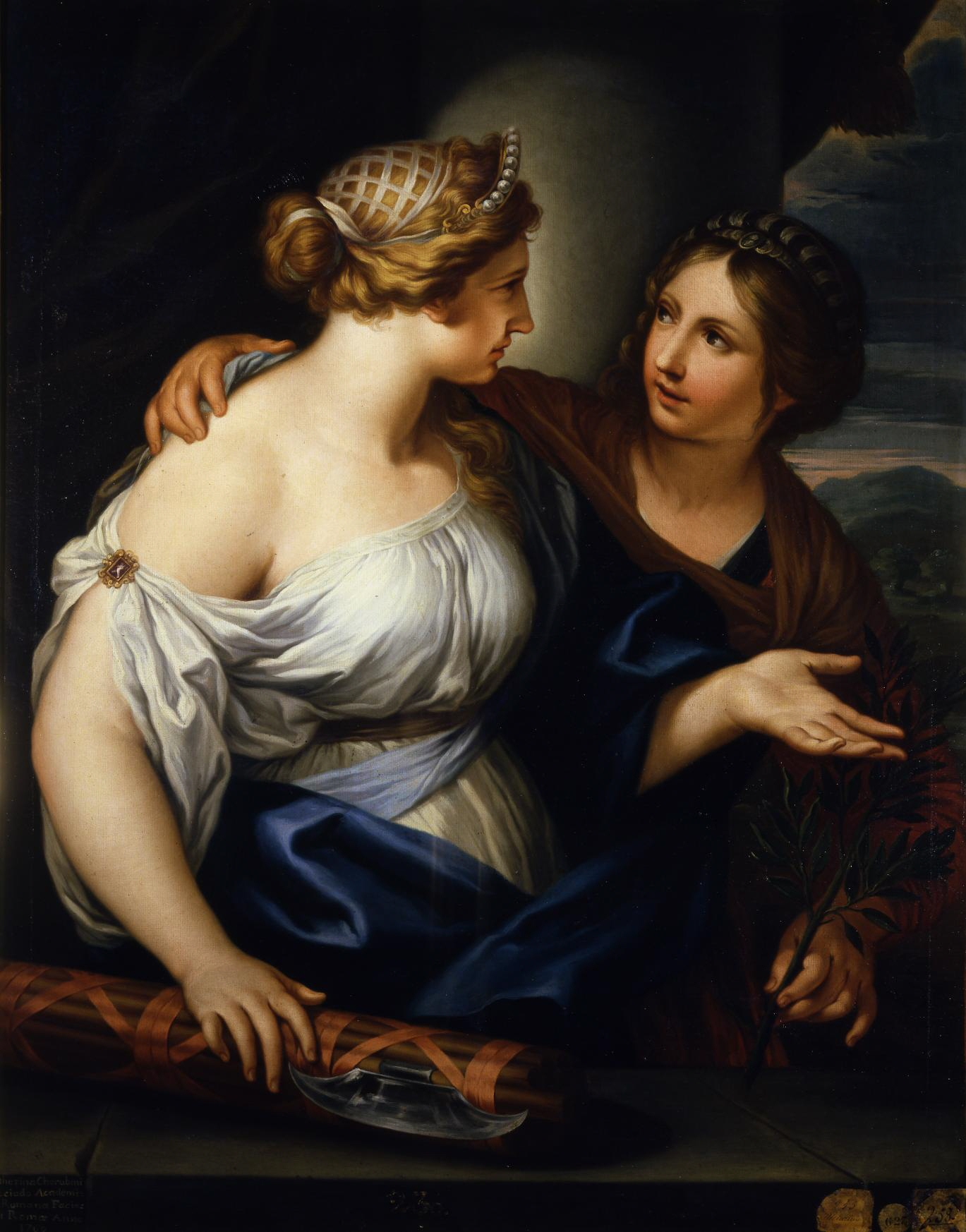
«La Justicia y la Paz», copia de Ciro Ferri. Óleo sobre lienzo, 112 x 88 cm. Madrid, Real Academia de Bellas Artes de San Fernando. Firmado «Catherina Cherubini Preciado Academica Romana Faciebat Romae Anno 1760».

Caterina Cherubini Preciado (Roma, c. 1730-19 de mayo de 1811) fue una pintora y miniaturista italiana, destacada como copista. 

## Biografía
En 1750, a la edad de veinte años, contrajo matrimonio con el pintor español Francisco Preciado de la Vega, que había sido su maestro como documenta una carta escrita por él a Ricardo Wall, secretario de Estado de Carlos III y firmante de la fundación de la Real Academia de Bellas Artes de San Fernando. El 13 de julio de 1760, siendo príncipe de la Academia de San Lucas Filippo della Valle y secretario Preciado de la Vega, fue elegida nemine discrepante y a viva voz académica de mérito. Como trabajo de recepción presentó un pequeño óleo sobre cobre de la Virgen con el Niño conservado en la propia Accademia di San Luca, en el que se advierte la influencia de Giovanni Battista Salvi da Sassoferrato, en la íntima relación de la madre con el hijo. Tal elección, para una mujer, significaba únicamente el reconocimiento del mérito, sin derecho a participar en la vida académica, circunstancia que se repitió un año más tarde cuando el 9 de agosto de 1761 fue elegida académica de mérito de la Real Academia de San Fernando a la que por mediación de su esposo había enviado una alegoría de La Justicia y la Paz, copia de Ciro Ferri fechada en Roma en 1760. La academia, no obstante, rehusó concederle pensión o que enviase regularmente sus obras, como sugería Preciado, activo promotor y divulgador de los méritos de su esposa, de la que en 1752 envió a Madrid un San José, copia de Corrado Giaquinto aprovechando el envío del Santiago que se le había encargado para la embajada española en Londres. En 1766 ingresó en la Academia de la Arcadia con el seudónimo de Ersilla Ateneia y en 1778 fue nombrada también académica de honor de la Academia Clementina de Bolonia junto a su marido, que con tal motivo presentó «alcune bellisime miniature fatte dalla moglie sua».
Dedicada, principalmente, a la miniatura, su primera obra conservada es una Virgen con el Niño —copiada de la Adoración de los pastores de Carlo Maratta en la iglesia de San Isidoro de Roma —firmada y fechada «Cattalina Querubini Preziado fecit en Roma ano de 1754». Pintada al óleo y sobre cobre, se conserva en colección privada española. Otro pequeño óleo con el mismo asunto, en este caso sobre lienzo, conservado en la iglesia de la Santísima Trinidad de los Españoles, lleva la firma «Caterina Cherubini/Academica Romana Ma/tritensis Fac. Anno 1763».
En 17744 obtuvo una pensión anual de 3000 reales del rey Carlos III, al que había enviado como regalo una miniatura, copia de Rafael, de asunto no especificado. Como contrapartida, la pintora debía enviar cada año una miniatura al rey, copiada de Rafael o de Correggio. Los asuntos de algunas de esas copias —que no se ciñeron a los artistas indicados— se conocen. Así se sabe que en 1778 envió a Madrid una copia de la Sibila Pérsica del Guercino, en 1779 de la Santa Cecilia de Guido Reni y de este también Herodías con la cabeza del Bautista en 1782, la Magdalena, 1791, Lucrecia, 1792, y un San Sebastián en 1795, y este mismo año envió también el Matrimonio místico de santa Catalina, copia de Correggio, obritas recibidas siempre con real agrado y compensadas con gratificaciones al margen de la pensión. Todo ello se ha perdido y a la obra conservada solo cabe agregar un San Francisco de Asís atendido por un ángel en colección privada barcelonesa firmado «Opus Cathalinae Querubini Preciado Academica S. Luca de urbe et St. Ferdinandi Matritensis factum Roma an.o 1769», y la Santa Inés del Museo del Prado, con una inscripción al dorso que indica que fue regalado por la pintora en Roma el 7 de septiembre de 1769 a un destinatario desconocido, probablemente español.
Alguna otra noticia de su actividad se tiene por el Libro dei Decreti de la Accademia di San Luca. En 1790, al año de la muerte de su marido, solicitó a la academia se le facilitase la Magdalena de Reni, que necesitaba para retocar la miniatura destinada al rey de España en la que trabajaba, y en su respuesta la academia, al tiempo que se aprobaba lo solicitado, reclamaba a la artista una miniatura de Rosalba Carriera que tenía en su casa y pertenecía a la institución. A la muerte de su esposo, aunque no dejó de percibir la pensión del rey de España y continuó enviando miniaturas a Madrid con regularidad —dos de ellas, de Reni y Correggio, se mencionan en 1795 en la colección de Manuel Godoy— pasó por graves dificultades económicas, pues además de cubrir sus propias necesidades tenía a su cargo tres hermanas ancianas solteras y si bien por mediación del embajador José Nicolás de Azara obtuvo alguna mejoría de su sueldo se vio obligada a completar sus ingresos con la venta de pinturas de su marido, como la Santa Catalina que en 1789 vendió a la Reial Acadèmia Catalana de Belles Arts de Sant Jordi de Barcelona.